# Дайвайл, Жан-Огюстен

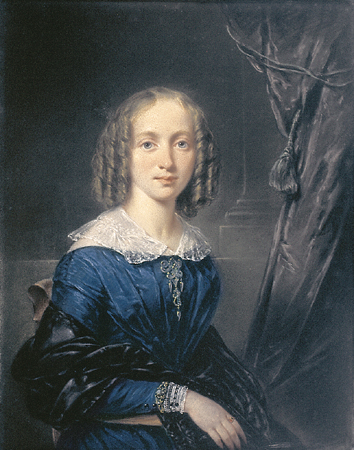
Портрет дочери Элизы Терезы, 1835.

Жан-Огюстен Дайвайл (нидерл. Jean Augustin Daiwaille; 6 августа 1786, Кёльн —11 апреля 1850, Роттердам) — голландский художник-портретист и литограф. Представитель романтизма.

## Биография
Немец по происхождению. Родился в Германии, но в двухлетнем возрасте с семьёй переехал в Амстердам.
Учился у художника Адриана де Лели. В 1812 году получил премию Академии изобразительных искусств города Амстердама.
С 1820 по 1826 год был директором королевской Академии изобразительных искусств в Амстердаме.
С 1826 по 1828 год жил в Бразилии. В 1828 году вместе со своим бывшим учеником основал производство литографий в Амстердаме. В 1832 году переехал в Роттердам, где успешно занимался созданием портретов вплоть до своей смерти в 1850 году.

## Семья
Его дочь Элиза Тереза и  сын Александр также стали художниками. Жан-Огюстен был их первым учителем живописи. Кроме того, в числе его известных учеников зять Баренд Корнелис Куккук.

## Галерея

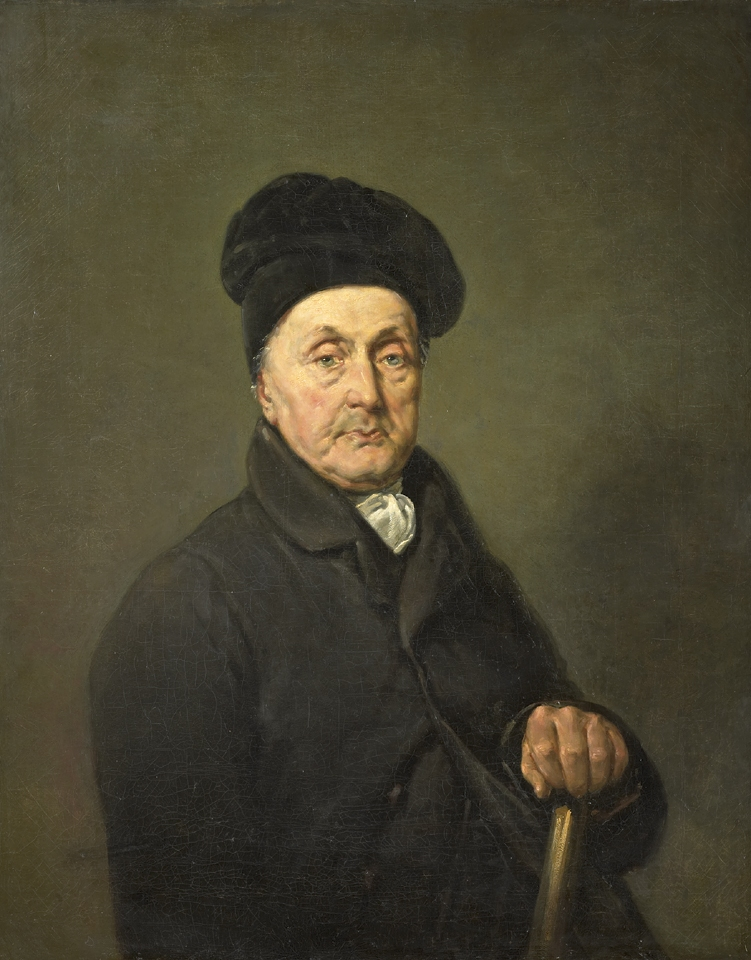
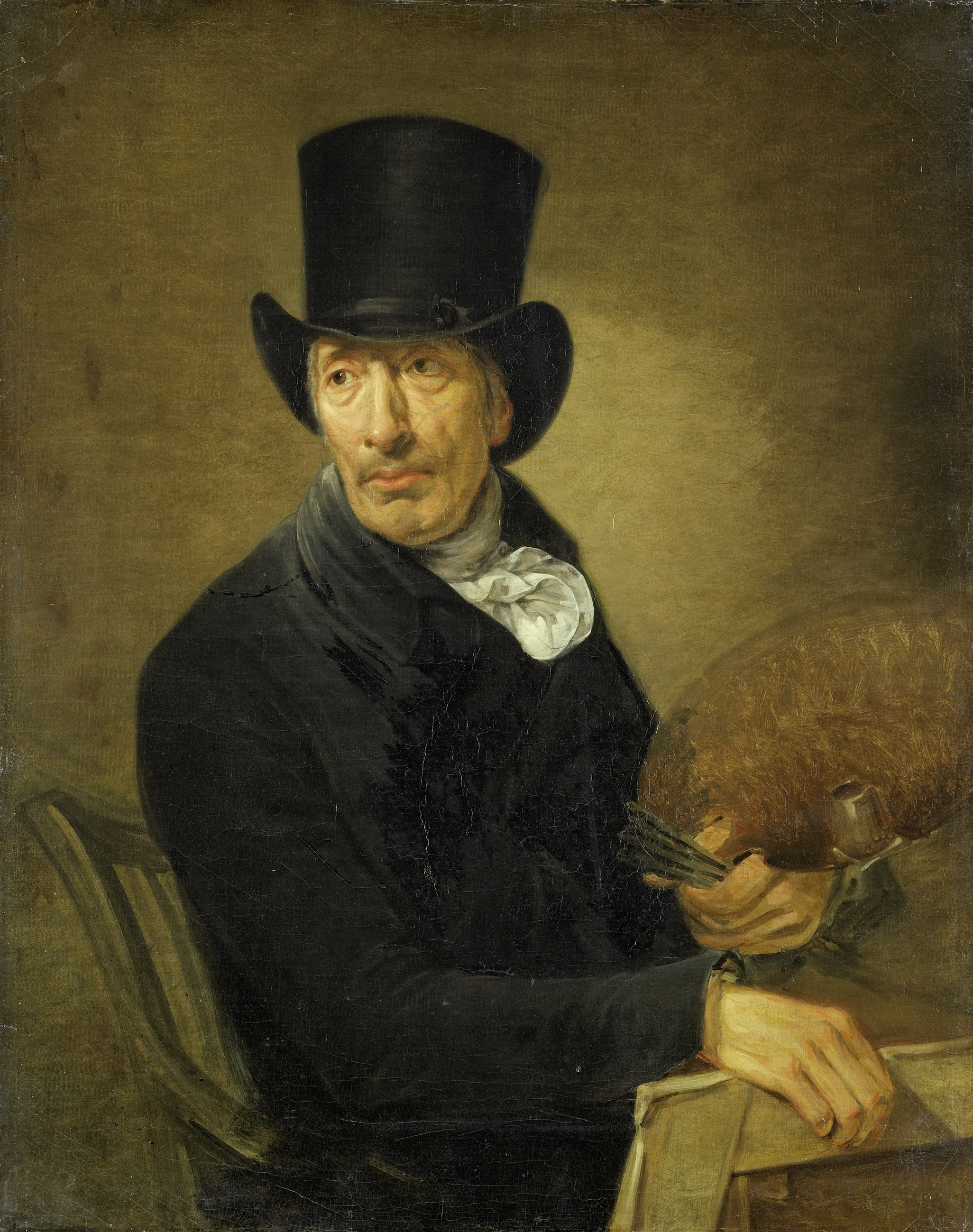
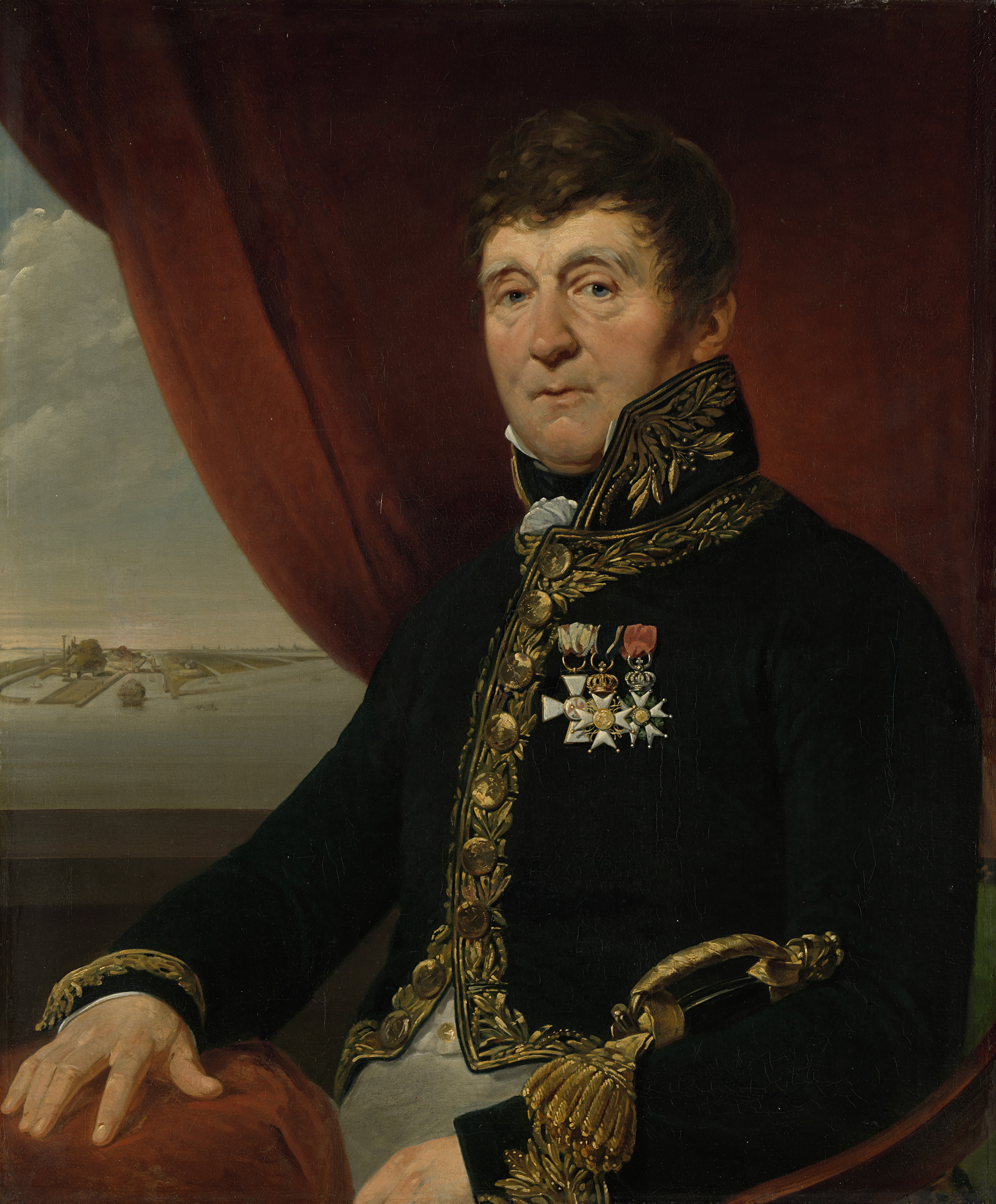
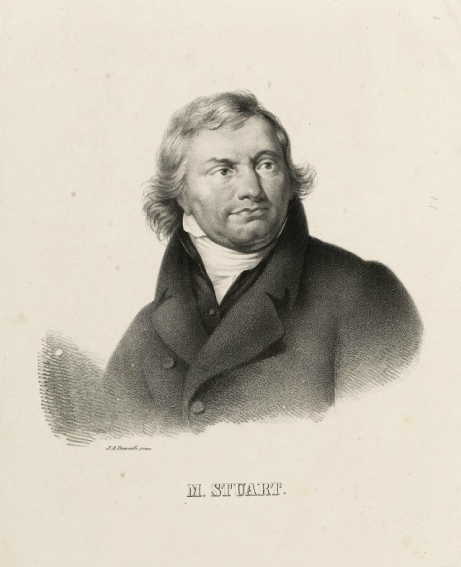
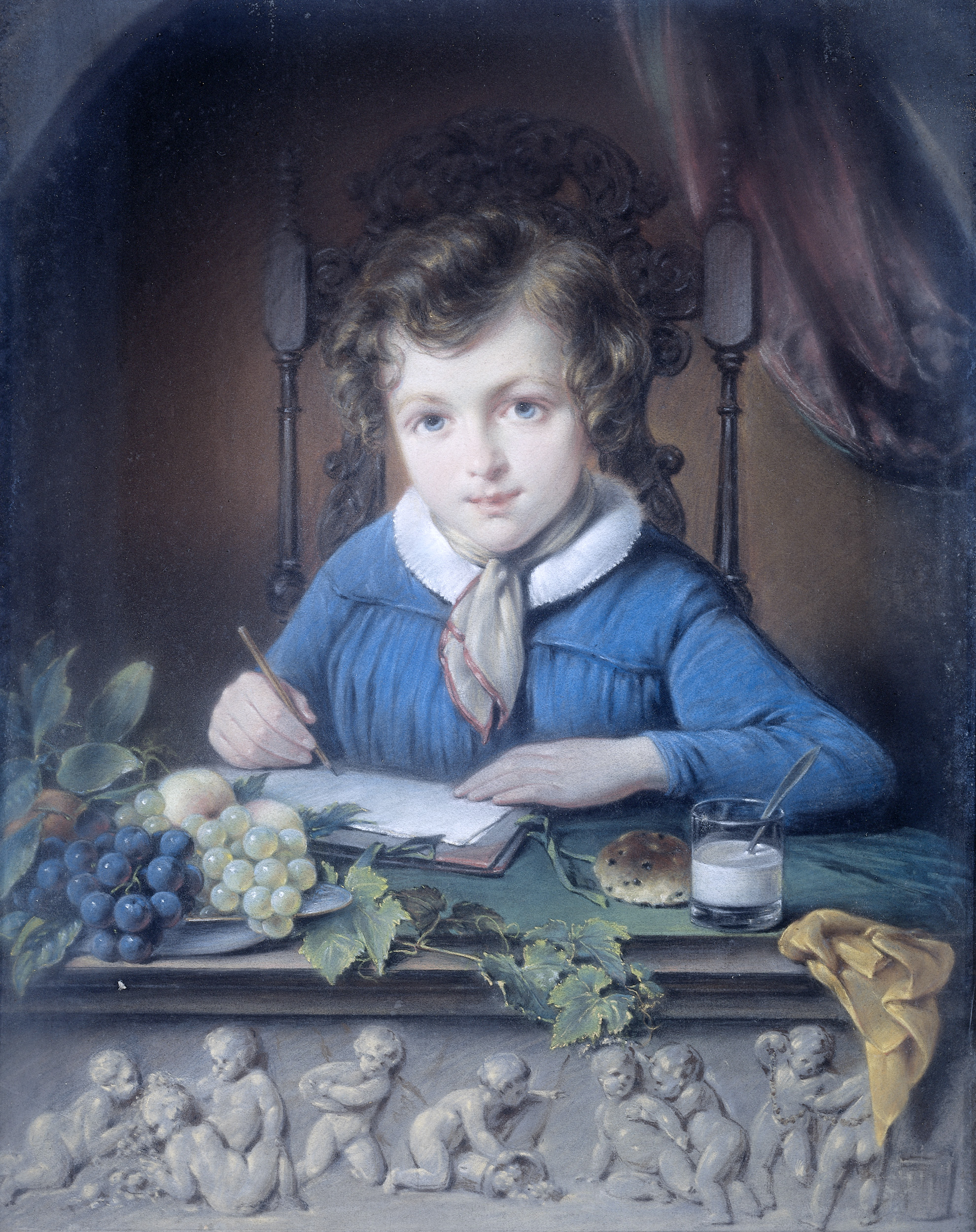